# Peter Haberer
Peter Haberer (* 17. November 1935 in Saarbrücken; † 10. Mai 2004 in Homburg) war ein deutscher Politiker (CDU).

## Leben und Beruf
Nach dem Besuch der Volksschule in Zweibrücken von 1942 bis 1946 sowie dem Abitur 1955 am humanistischen Gymnasium Zweibrücken studierte Haberer von 1955 bis 1959 Rechtswissenschaften in Frankfurt, München und Würzburg. Seit 1955 war er Mitglied der katholischen Studentenverbindung KDStV Badenia (Straßburg) Frankfurt am Main im CV. Das Erste juristische Staatsexamen legte er 1959 in Würzburg ab; das Zweite folgte 1963 in Mainz.
Von 1963 bis 1966 war er am Institut für Internationale Solidarität der Konrad-Adenauer-Stiftung tätig. Er war Mitbegründer des Instituts für soziale Studien der Christlichen Gewerkschaften und Genossenschaften in Bogota (Kolumbien) und arbeitete dort von 1964 bis 1966 als technischer Berater und Dozent für christliche Gesellschaftslehre, allgemeine Staatslehre, Staatsrecht und Sozialpolitik.
Von 1966 bis 1967 war er als Regierungsassessor beim Bundesministerium für Arbeit und Sozialordnung in Bonn tätig. Von dort wechselte er 1967 als Gerichtsassessor nach Zweibrücken, wo er 1969 Staatsanwalt wurde.
Als Entwicklungsexperte war er auch in Ruanda tätig.

## Partei
Haberer schloss sich 1953 der CDU an. Er war von 1960 bis 1963 Kreisvorsitzender der JU Zweibrücken-Stadt. Darüber hinaus auch Vorstandsmitglied der CDU Zweibrücken-Stadt und Vorstandsmitglied des Bezirksverbands Rheinhessen-Pfalz der Sozialausschüsse sowie Mitglied des Kreisverbandsvorstands der CDU.

## Abgeordneter
Haberer war vom 18. Mai 1971 bis 17. Mai 1983 Mitglied des Rheinland-Pfälzischen Landtages. Er gehörte insgesamt für 3 Wahlperioden dem Landtag an. Dort gehörte er in der 7. Wahlperiode u. a. dem Petitionsausschuss, dem Rechtsausschuss, Sozialpolitischer Ausschuss und der Strafvollzugskommission an. In der 8. Wahlperiode war er Mitglied des Ausschusses für Soziales, Gesundheit und Sport, dem Petitionsausschuss, dem Rechtsausschuss und der Strafvollzugskommission. In der 9. Wahlperiode war er stellvertretender Vorsitzender im Ausschuss für Soziales und Gesundheit und Mitglied im Ausschuss für Umwelt sowie dem Wahlprüfungsausschuss.

## Ehrungen
- Bundesverdienstkreuz am Bande (1979)
- Bundesverdienstkreuz 1. Klasse (1983)

## Sonstiges Engagement
Er war Vorsitzender des Pfälzischen Vereins für Straffälligenhilfe e. V. sowie Mitglied des Schiedsausschusses, im Deutschen Richterbund und im Landesjugendwohlfahrtsausschuss.